# Riera del Pare Fita
La Riera del Pare Fita és un carrer d'Arenys de Mar (Maresme). Té almenys un edifici que forma part de l'Inventari del Patrimoni Arquitectònic de Catalunya i l'arbrat i les voreres també estan inventariats com una obra singular.

## Número 13
Casa entre mitgeres, de planta baixa i dos pisos. A la planta baixa hi ha la porta d'accés i una finestra, al primer pis dos balcons independents i al segon un balcó corregut que agafa les dues obertures. Totes les obertures estan emmarcades i decorades amb esgrafiats. El coronament de la façana és una petita cornisa amb teules i coronament d'obra en el qual hi ha la data de la construcció i una balustrada.

## Arbrat i voreres

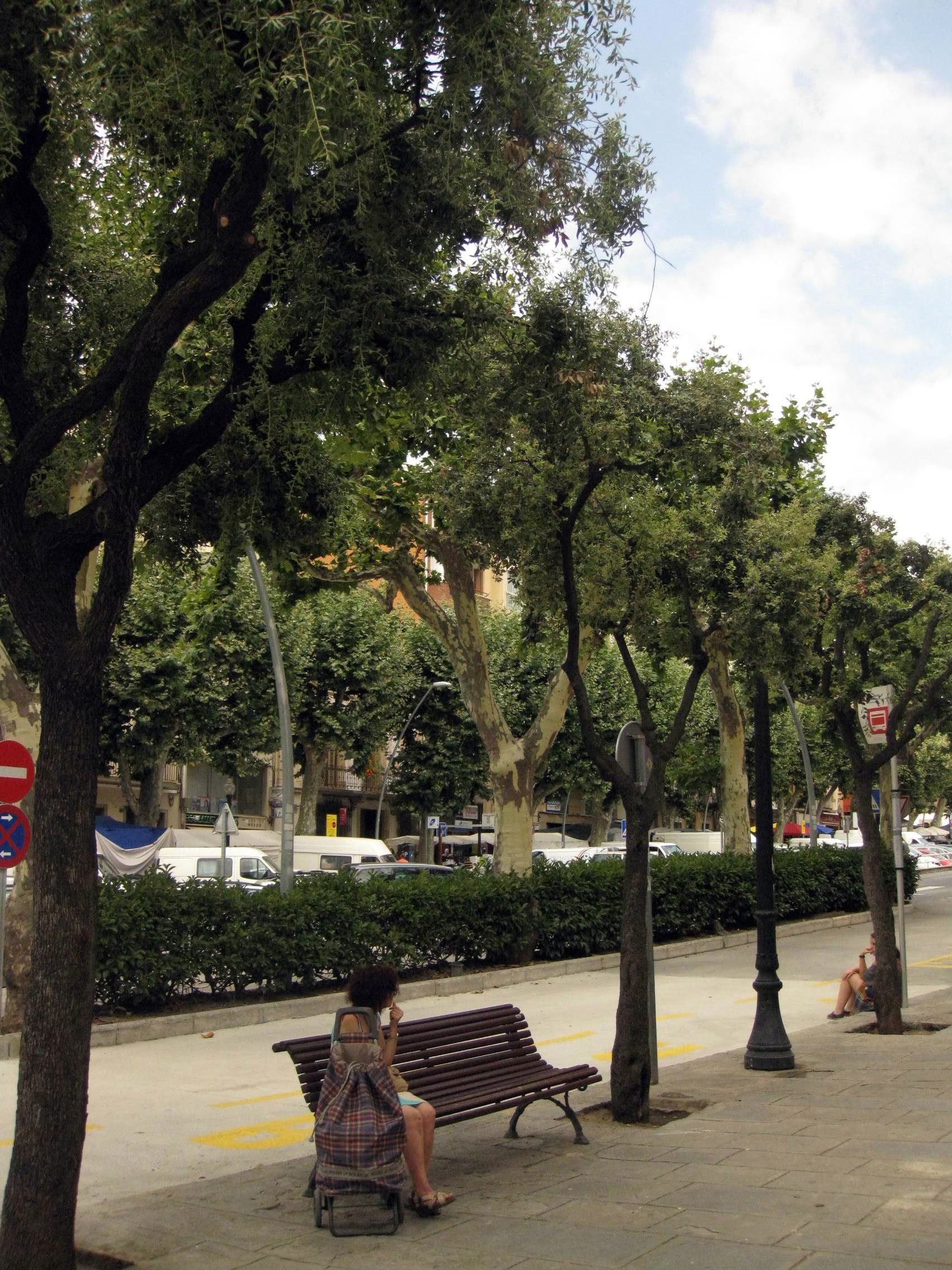
Arbrat i voreres Riera Bisbe Pol i Pare Fita

L'arbrat i les voreres de la Riera Bisbe Poli i la Riera Pare Fita són amples voreres de la riera, formades per lloses de pedra que arriben fins al Carrer Nou. Magnífic arbrat, format per dues fileres de plataners, tot al llarg de la Riera i situat a les vores de les voreres. La riera és l'eix principal de comerç, de comunicacions i de relacions públiques de la població. És una zona de passeig.
Els plataners foren trasplantats de la Devesa de Girona el 1865. Amb el seu brancatge unifiquen l'àmbit i suavitzen visualment les grans desigualtats d'alçada de les edificacions. El llit de la riera va ser un sorral en la trajectòria per la vila fins a finals dels cinquanta del segle xx, en què es començà a pavimentar.